# Keith McWatters
Keith Gordon McWatters  (* 7. September 1931 in Maryborough; † 26. April 1995 in Liverpool) war ein australischer Romanist und Literaturwissenschaftler, der in England als Hochschullehrer wirkte.

## Leben
K. G. McWatters studierte von 1948 bis 1952 an der University of Queensland in Brisbane und war dann Gymnasiallehrer in Queensland und New South Wales. 1957 ging er als Assistent für Englisch an die Universität Grenoble und promovierte dort 1961 über Stendhal et le roman anglais (erschienen u. d. T. Stendhal, lecteur des romanciers anglais, Lausanne 1968).
Dann war er Lecturer an der University of Queensland. 1964 ging er nach Großbritannien und war Senior Lecturer für Französisch an den Universitäten Leicester (1964–1965) und Glasgow (1965–1974). Von 1974 bis zu seinem Tod war er Professor für Französisch an der Universität Liverpool, ab 1979 auf dem James Barrow Chair of French (Dekan 1983–1986). Sein Grab ist in Lochranza.

## Werke
- Stendhal and England. Inaugural lecture series University of Liverpool, delivered 6th November 1975, Liverpool 1976
- (Hrsg.) Stendhal, Chroniques pour l'Angleterre. Contributions à la presse britannique, 8 Bde., Grenoble 1980–1995
- (Hrsg. mit C.W. Thompson) Stendhal et l'Angleterre. Proceedings of the London colloquium, 13.–16. September 1983, Liverpool 1987